# Selina Scott
Selina Mary Scott (née le 13 mai 1951 à Scarborough, au Royaume-Uni) est une journaliste et une présentatrice de télévision britannique, notamment connue pour avoir présenté l'émission matinale Breakfast Time entre 1983 et 1986. 
Engagée en faveur de la cause animale, elle a fondé un refuge pour les espèces menacées dans son domaine de 81 ha.